# Jaap Scholten
Jaap Frederik Scholten (Enschede, 26 juli 1963) is een Nederlands schrijver.

## Biografie
Scholten werd in 1963 geboren in Enschede als jongste zoon van L.J.H. Scholten (1933-2019) en H.C.A. (Heleen) Stork (1934). Aan vaderszijde Enschedese textielfabrikanten (J.F. Scholten & Zonen en Van Heek & Co), aan moederszijde Hengelose machinebouwers (Koninklijke Machinefabriek Stork). Zowel aan vaders- als moederszijde zijn vele doopsgezinde voorouders. Scholten werd zelf remonstrants gedoopt, maar heeft er nooit iets mee gedaan. De wereld van een booming Twentse industrie ging ten gronde in Scholtens jeugd. In 1966 gingen zijn ouders uit elkaar. Zijn moeder voedde haar vijf zonen alleen op. In zijn schooljaren verhuisde het gezin meer dan twintig keer. In 1992 trouwde hij met de dochter van een Hongaarse vluchteling, jkvr. mr. Ilona Margaretha Gabrielle Jankovich de Jeszenice, telg uit het geslacht Jankovich de Jeszenice. Ze hebben drie zonen en wonen sinds 2003 in Hongarije, deels in Boedapest en deels op het platteland.

## Studie
Scholten studeerde Industriële Vormgeving aan de Technische Universiteit Delft en volgde colleges en practica bij ontwerpers Wim Crouwel, Ootje Oxenaar en filosoof Joop Doorman. Tijdens zijn studie was hij vooral druk met het ontwerpen van affiches en de meubelwerkplaats die hij samen met Knud Sauer runde. Met nog enkele tentamens en veel practica te gaan, brak hij zijn studie af om schrijver te worden. Hij had vervolgens een serie kortstondige baantjes, van tankercleaner tot barkeeper en probeerde ondertussen 's nachts te schrijven. Daarnaast rondde hij een studie Grafische Vormgeving aan de Willem de Kooning Academie in Rotterdam af. 
Later in zijn leven volgde Scholten een opleiding scriptschrijven aan het Maurits Binger Film Instituut, waar hij les kreeg van onder anderen István Szabó en Margarethe von Trotta. In 2009 studeerde hij af in Sociale Antropologie aan de Central European University in Boedapest. Hij volgde vakken bij Gáspár Miklós Tamás en bij Victor Karady op de afdeling Geschiedenis van de CEU. Zijn masterscriptie From Ballroom to Basement, The Internal Exile of the Hungarian Aristocracy in Transylvania werd begeleid door de professoren  Vlad Naumescu en Ayse Caglar.

## Schrijversloopbaan
De verschillende leermeesters leerden hem kijken. Ondanks zijn aanvankelijke beta achtergrond maakt zijn esthetische instelling hem een uitgesproken romanticus, wat misschien direct zijn grootste zwakte is. Scholten houdt daarnaast van de Dadaistische collagetechniek, hij is een strandjutter van verhalen en beelden, maar streeft uiteindelijk naar een goed doortimmerd verhaal en niet naar postmoderne baksels. Vanaf zijn eerste verhalen probeert Scholten de energie voor het leven, Lust for Life en het eeuwige verlangen op papier te krijgen. De meest nuttige lessen kreeg Scholten eind jaren tachtig van scriptdoctor Frank Daniel tijdens een tiendaagse scenario-opleiding in een klooster buiten Barcelona. Een belangrijke invloed in zijn jongensjaren (van zijn 16de tot zijn 21ste) was A.L. Snijders, die hem op de juiste leeftijd vertelde welke schrijvers te lezen (Elsschot, Nescio, de gebroeders Reve, Babel) en welke niet (Mulisch).  
Tijdens zijn academietijd in Rotterdam publiceerde Scholten de verhalenbundel Bavianehaar & Chipolatapudding bij Uitgeverij Thomas Rap. Na de kunstacademie werkte hij korte tijd als artdirector bij reclamebureau Grey en was daarna twee jaar lang leerling-uitgever bij Thomas Rap. Scholten hielp de eerste boeken van A.L. Snijders uitgeven en de Sportbibliotheek opbouwen. Daarnaast werkte hij aan een uit economisch oogpunt uiterst onverstandig plan voor een Dadaistische en Surrealistische bibliotheek. Vervolgens werkte hij als acquirerend redacteur bij uitgeverij Luitingh-Sijthoff en schreef 's avonds en 's nachts de roman Tachtig (1995). Tachtig werd zeer lovend ontvangen, vertaal- en filmrechten vrijwel onmiddellijk verkocht. De roman veroorzaakte een kleine rel in Twente. Hij had iets te vrijpostig geschreven over het gesloten milieu van Twentse fabrikanten, waardoor Scholten door enige familieleden voor twee jaren in de ban werd gedaan. Hij nam aansluitend ontslag bij de uitgeverij om zich volledig op het schrijverschap en het vaderschap te richten.  
In 2000 volgde de roman Morgenster. In deze roman speelt de Treinkaping bij De Punt in 1977 een grote rol. Scholten deed hier intensief onderzoek naar en sprak met veel getuigen. De fascinatie voor deze gijzelingsacties ontstond in de karateschool van Alfred Mantiri achter de HEMA in Hengelo, waar hij als jongetje met zijn broers vaak mee naartoe ging. Mantiri trainde op een andere locatie ook de RMS en enkele van de treinkapers.   
Nadat hij in 2003 naar Hongarije verhuisde, schreef hij drie jaar lang een column over het leven aldaar in de zaterdagkrant van NRC Handelsblad, gebundeld in Heer & Meester.  
In 2010 verscheen Kameraad Baron, een op eigen onderzoek en tientallen interviews gebaseerd verslag over het lot  van de Hongaarse aristocratie in Transsylvanië tijdens het communisme. Het werd geselecteerd voor de shortlist van de Bob den Uyl-prijs voor het beste reisboek van 2011 en bekroond met de Libris Geschiedenis Prijs 2011. In Hongarije was het met meer dan 5000 verkochte exemplaren een bestseller naar plaatselijke maatstaven. Voor de Amerikaanse vertaling schreef de Britse oud-ambassadeur in de Sovjet-Unie en Hongarije Bryan Cartledge het voorwoord. Een serie lezingen in 2016 en 2017 over Comrade Baron aan Amerikaanse universiteiten, waaronder Stanford, Berkeley, Columbia en Yale, werd bij herhaling verstoord door solitaire Roemeense staatsburgers in de VS. 
In 2014 verscheen Horizon City, met als ondertitel: een onvolledig en historisch niet noodzakelijkerwijs altijd correct portret van een familie van opgejaagde menisten, grootindustriëlen, kleinwildjagers, landhuizenbouwers, collectioneurs, dromers, polygame avonturiers en dappere vrouwen. Een boek waarin hij zijn beide families - Scholten en Stork - beschrijft en bij elkaar brengt. Een hoofdrol is weggelegd voor Chuck Stork, eerste importeur van Harley Davidson in Nederland, avonturier, die net als Scholten vroegtijdig uit Delft vertrok en vervolgens uit Nederland verdween en in de Verenigde Staten vliegtuigen ging verkopen, samenwerkte en diep bevriend was met Anthony Fokker en uiteindelijk arm als een kerkrat zou sterven in New Mexico.
Eind mei 2020 verscheen Scholtens omvangrijkste werk tot nu toe, de roman Suikerbastaard in een uitzonderlijke gelegenheidssamenwerking tussen AFdH Uitgevers en Uitgeverij Pluim. 

### Film en televisie
Scholtens allereerste werk was het originele scenario Beauville, dat door Rudolf Mesdagh in 1995 in Los Angeles werd verfilmd met Julien Schoenaerts en Marianne Sägebrecht in de hoofdrollen. Later schreef hij het script naar een eigen verhaal voor de korte film Mercedes in 2001 verfilmd door Mark de Cloe. Op meerdere boeken van Scholten werden de opties op de filmrechten gekocht, maar van een film kwam het nooit, waarschijnlijk te duur. In 2010 presenteerde hij voor de VPRO het zesdelige reistelevisieprogramma Oostwaarts! waarin hij op zoek ging naar de allengs vergeten werelden van het oude Oost-Europa. In 2015 reisde Scholten met collega-schrijver Henk van Straten af naar de Abruzzen om op zoek te gaan naar de Italiaanse wortels van hun beider held John Fante. Dit werd vastgelegd in de documentaire Against A Perfect Sky van Jasper Henderson.

## Prijzen
- 1995: Longlist AKO Literatuurprijs voor Tachtig
- 2000: Longlist AKO Literatuurprijs voor Morgenster
- 2009: 'selexyz uitgelezen keuze' voor De wet van Spengler
- 2011: Shortlist Bob den Uyl-prijs voor Kameraad Baron
- 2011: Libris Geschiedenis Prijs voor Kameraad Baron[3]
- 2014: Overijssels Boek van het Jaar voor Horizon City[4]
- 2015: Shortlist Gouden Tulp voor Horizon City[5]